# Stazione di Brenna-Alzate
La stazione di Brenna-Alzate è una fermata ferroviaria posta sulla linea Como-Lecco, a servizio dei comuni di Brenna e Alzate Brianza.

## Storia
La stazione fu inaugurata nel 1888, come la totalità della linea; successivamente venne tramutata in fermata.

## Strutture e impianti
La fermata possiede un fabbricato viaggiatori a due piani, adibito ad abitazione privata al primo piano e abbandonato al piano terra, risalente all'epoca dell'apertura della linea.
È anche presente una piccola struttura, oggi ristrutturata, che in passato era adibita ai servizi igienici.

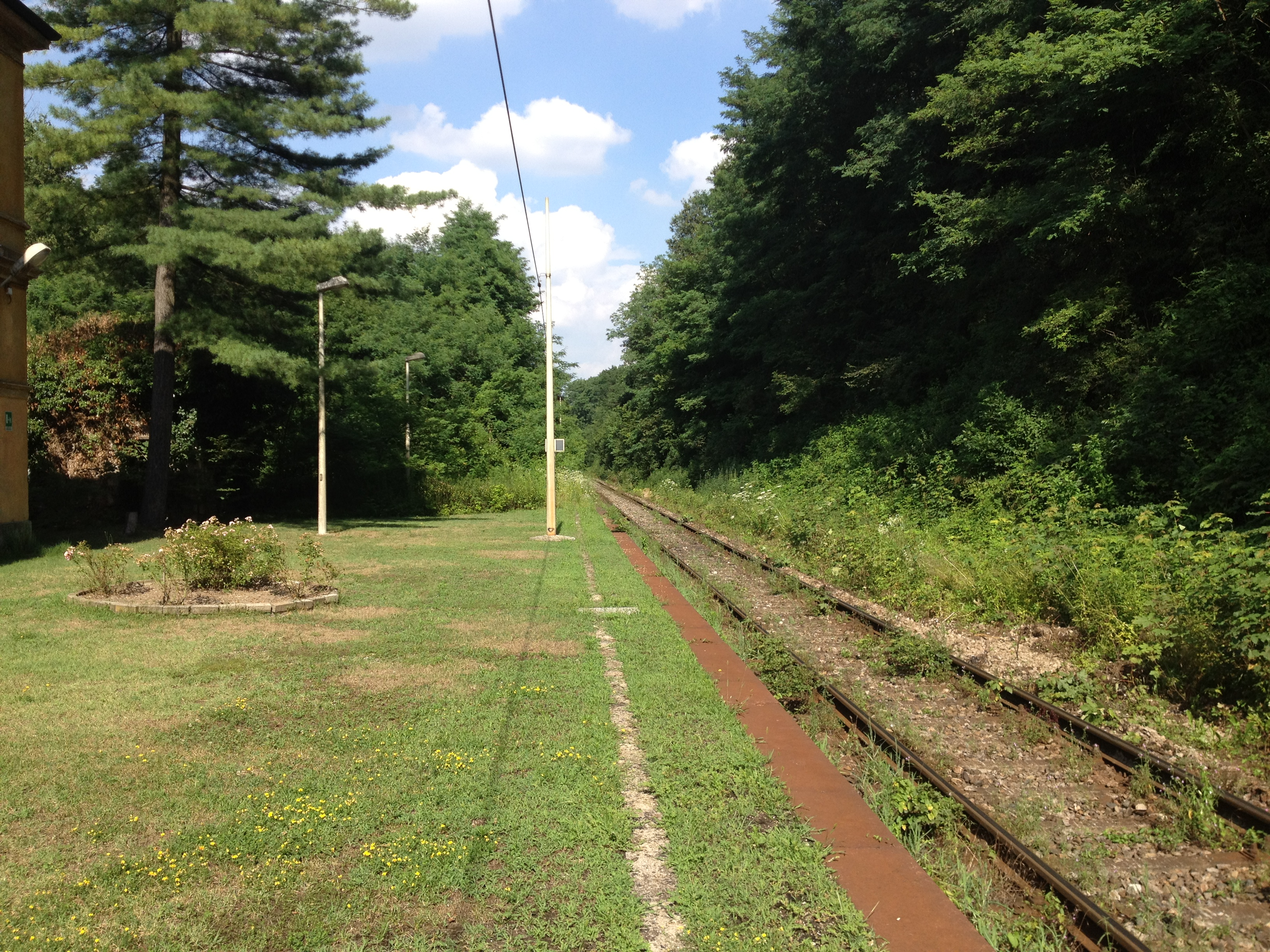
Il binario e il marciapiede

Nella stazione è presente un unico binario servito da un marciapiede, anche se un tempo esso era affiancato da un secondo binario, poi rimosso nell’ottica della cosiddetta “rete snella”.

## Il comodato d'uso tra Legambiente e Rete Ferroviaria Italiana
Dal 2015 grazie a un comodato d'uso tra il circolo Legambiente di Cantù e Rete Ferroviaria Italiana, la stazione con le sue aree verdi attigue è stata recuperata dal degrado. L'edificio dei servizi igienici che versava in un profondo stato di abbandono è stato adibito a ristoro. Dai volontari del circolo è stato recuperato anche il vecchio pozzo che fungeva da riserva d'acqua per caricare i treni a carbone. Poco distante da questo punto, è stato ritrovato anche un lavatoio storico, recuperato e reso accessibile ai camminatori.
La Legambiente di Cantù, che ha sede proprio in stazione, lavora costantemente per chiedere agli enti preposti il miglioramento del servizio ferroviario sulla Como-Lecco, il potenziamento dei mezzi pubblici, l'abbandono di politiche volte a incentivare la mobilità privata su gomma e la tutela delle ultime aree verdi presenti in Brianza.
La stazione è inoltre un punto di partenza per numerose passeggiate nel verde della Brianza verso luoghi come la Fontana del Guercio e la brughiera canturina.
Grazie ai comuni di Brenna e Alzate Brianza, lo sterrato che porta alla strada principale è stato illuminato recentemente.

## Interscambio
A breve distanza (circa 150 m) dalla stazione è presente una fermata della linea automobilistica C86 (Cantù-Erba), gestita da ASF Autolinee.

## Movimento
La fermata è servita dai treni regionali di Trenord in servizio sulla tratta Como-Molteno.